# Favulella
Favulella is een geslacht van uitgestorven kreeftachtigen uit de klasse van de Ostracoda (mosselkreeftjes).

## Soorten
- Favulella dicarinella Swartz & Swain, 1941 †
- Favulella favulosa (Jones, 1889) Swartz & Swain, 1941 †
- Favulella frankenfeldi Becker, 1989 †
- Favulella lecomptei Becker, 1971 †
- Favulella spissa Zbikowska, 1983 †